# 제1차 고이즈미 내각 (제2차 개조)
제1차 고이즈미 제2차 개조내각(일본어: 第1次小泉第2次改造内閣)은  고이즈미 준이치로가 제87대 내각총리대신으로 임명되어, 2003년 9월 22일부터 2003년 11월 19일까지 존재한 일본의 내각이다.
자유민주당과 공명당, 보수신당의 연립 내각이다.
이 내각을 두고 요미우리 신문, 산케이 신문, 마이니치 신문, 주니치 신문 등은 ‘고이즈미 재개조내각’(일본어: 小泉再改造内閣)이라고 지칭했고, 아사히 신문, 니혼케이자이 신문 등은 ‘고이즈미 제2차 개조내각’이라고 지칭했다. NHK는 ‘제2차 개조’라고 불렀다.

## 내각에 대한 반응
조선민주주의인민공화국에 의한 납치사건에서 강경한 발언으로 일본 국민의 주목을 받았던 아베 신조를 자민당의 간사장으로 임명하는 등, 선거를 의식한 내각이라는 비판을 받았다. 게다가 젊은 정치인들을 중심으로 끌어들이고자 하는 반면에, 대부분이 세습이거나 강경파 의원이 중심이 되었으므로, ‘2세 내각’이라거나 ‘고이즈미 호크스(매파)’ 등의 지적도 받았다.
‘관료의 말대로’라거나 ‘개혁을 방해하고 있다’는 등의 비난을 받고 있던 오기 지카게를 대신하여 행정개혁 담당 대신이었던 이시하라 노부테루를 국토교통대신에 임명하는 등 ‘개혁 중시’를 강조한 내각이 되었다. 내각 개조 전에 쟁점이 된 다케나카 헤이조와 가와구치 요리코의 두 민간인 각료는 유임된 것을 두고 비판하는 사람도 적지 않았다.

## 이 후의 변화
인기를 중심으로 구성된 내각에서 아베 신조 간사장은 매스미디어 등에서 ‘행렬이 생기는 간사장’ 등으로 불릴 정도로 국민의 인기도 높다고 보도되었다. 그러나 민주당을 제압하지는 못하고, 총선거에서는 민주당이 약진하는 결과를 낳았다.
제158특별국회에서는 고이즈미 준이치로 총리가 제88대 내각총리대신으로 지명되었지만, 내각이 발족한 지 두 달이 채 되지 않은 점이나 각료 중에 낙선자가 거의 없었으므로, 각료는 전원이 유임하게 되었다.

## 각료 명단
내각부 특명담당대신에 대해서는 그 담당을 괄호 내에 기술하였다. 내각부 이외의 다른 성청(내각관방 포함)의 특명사항을 담당하는 국무대신의 직무는 꺾은 괄호(〈〉) 내에 기술하였다.
| 내각총리대신                                                                                            | 내각총리대신                                                                                            | 고이즈미 준이치로 |
| | 내각총리대신 보좌관 (도시재생 담당)                                                                     | 마키노 도오루     |
| 내각총리대신 보좌관 (이라크 담당)                                                                       | 오카모토 유키오                                                                                         |                   |
| 내각총리대신 보좌관 (행정개혁 담당)                                                                     | 사토 다쓰오 (2003년 9월 25일 ~ )                                                                        |                   |
| 총무대신                                                                                                | 총무대신                                                                                                | 아소 다로         |
| 법무대신                                                                                                | 법무대신                                                                                                | 노자와 다이조     |
| 외무대신                                                                                                | 외무대신                                                                                                | 가와구치 요리코   |
| 재무대신                                                                                                | 재무대신                                                                                                | 다니가키 사다카즈 |
| 문부과학대신 국립국회도서관 연락조정위원회 위원                                                         | 문부과학대신 국립국회도서관 연락조정위원회 위원                                                         | 가와무라 다케오   |
| 후생노동대신                                                                                            | 후생노동대신                                                                                            | 사카구치 지카라   |
| 농림수산대신                                                                                            | 농림수산대신                                                                                            | 가메이 요시유키   |
| 경제산업대신 〈국제박람회 담당〉                                                                        | 경제산업대신 〈국제박람회 담당〉                                                                        | 나카가와 쇼이치   |
| 국토교통대신 〈수도기능이전, 관광입국 담당〉                                                            | 국토교통대신 〈수도기능이전, 관광입국 담당〉                                                            | 이시하라 노부테루 |
| 환경대신 〈지구환경문제 담당〉                                                                          | 환경대신 〈지구환경문제 담당〉                                                                          | 고이케 유리코     |
| 내각관방장관 내각부 특명담당대신 (남녀공동참여 담당)                                                    | 내각관방장관 내각부 특명담당대신 (남녀공동참여 담당)                                                    | 후쿠다 야스오     |
| | 내각관방 부장관                                                                                         | 호소다 히로유키   |
| 내각관방 부장관                                                                                         | 야마자키 마사아키                                                                                       |                   |
| 내각관방 부장관                                                                                         | 후타하시 마사히로                                                                                       |                   |
| 내각위기관리감                                                                                          | 스기타 가즈히로                                                                                         |                   |
| 내각법제국 장관                                                                                         | 아키야마 오사무                                                                                         |                   |
| 국가공안위원회 위원장 내각부 특명담당대신 (청소년 육성 및 저출산 대책, 식품안전 담당)                   | 국가공안위원회 위원장 내각부 특명담당대신 (청소년 육성 및 저출산 대책, 식품안전 담당)                   | 오노 기요코       |
| 방위청 장관                                                                                             | 방위청 장관                                                                                             | 이시바 시게루     |
| 내각부 특명담당대신 (오키나와 및 북방대책, 개인 정보 보호, 과학기술정책 담당) 〈정보통신기술(IT) 담당〉 | 내각부 특명담당대신 (오키나와 및 북방대책, 개인 정보 보호, 과학기술정책 담당) 〈정보통신기술(IT) 담당〉 | 모테기 도시미쓰   |
| 내각부 특명담당대신 (금융, 경제재정정책 담당)                                                           | 내각부 특명담당대신 (금융, 경제재정정책 담당)                                                           | 다케나카 헤이조   |
| 내각부 특명담당대신 (규제개혁, 산업재생기구 담당) 〈행정개혁, 구조개혁특구, 지역재생 담당〉             | 내각부 특명담당대신 (규제개혁, 산업재생기구 담당) 〈행정개혁, 구조개혁특구, 지역재생 담당〉             | 가네코 가즈요시   |
| 내각부 특명담당대신 (방재 담당) 〈사태대처법제 담당〉                                                   | 내각부 특명담당대신 (방재 담당) 〈사태대처법제 담당〉                                                   | 이노우에 기이치   |

※가네코 가즈요시 국무대신의 담당 사항의 하나인 〈지역재생〉은 2003년 10월 24일 이후.

## 같이 보기
- 일본의 역대 내각